# 17857 Hsieh
17857 Hsieh este un asteroid din centura principală de asteroizi.

## Descriere
17857 Hsieh este un asteroid din centura principală de asteroizi. A fost descoperit pe 18 mai 1998 la Stația Anderson Mesa în cadrul programului LONEOS. El prezintă o orbită caracterizată de o semiaxă mare de 2,69 ua, o excentricitate de 0,20 și o înclinație de 13,2° în raport cu ecliptica.